# بارسق
بارسق (ارمنی: Բարսեղ) نام کوچک مردانه رایج در میان ارمنیان می‌باشد. ممکن است به یکی از موارد زیر اشاره داشته باشد:
- بارسق تومانیان
- بارسق خاناچیان
- بارسق شاهباز
- بارسق کیراکوسیان

## موارد دیگر
- بارسقیان